# 向城县
向城县，中国古县名。
西魏时设置，为雉阳郡治所。县治位于河南省南阳市南召县东南皇路店镇皇路店附近。隋朝改属清阳郡，开皇三年（583年），将西鄂县地改为向城县。唐朝时曾更名武清县。五代后周显德三年（956年）时废，省入方城县。